# Roberts (Idaho)
Roberts é uma cidade localizada no estado americano de Idaho, no Condado de Jefferson.

## Demografia
Segundo o censo americano de 2000, a sua população era de 647 habitantes.
Em 2006, foi estimada uma população de 655, um aumento de 8 (1.2%).

## Geografia
De acordo com o United States Census Bureau tem uma área de
0,8 km², dos quais 0,8 km² cobertos por terra e 0,0 km² cobertos por água. Roberts localiza-se a aproximadamente 1456 m acima do nível do mar.

## Localidades na vizinhança
O diagrama seguinte representa as localidades num raio de 28 km ao redor de Roberts.